# Дебрецен

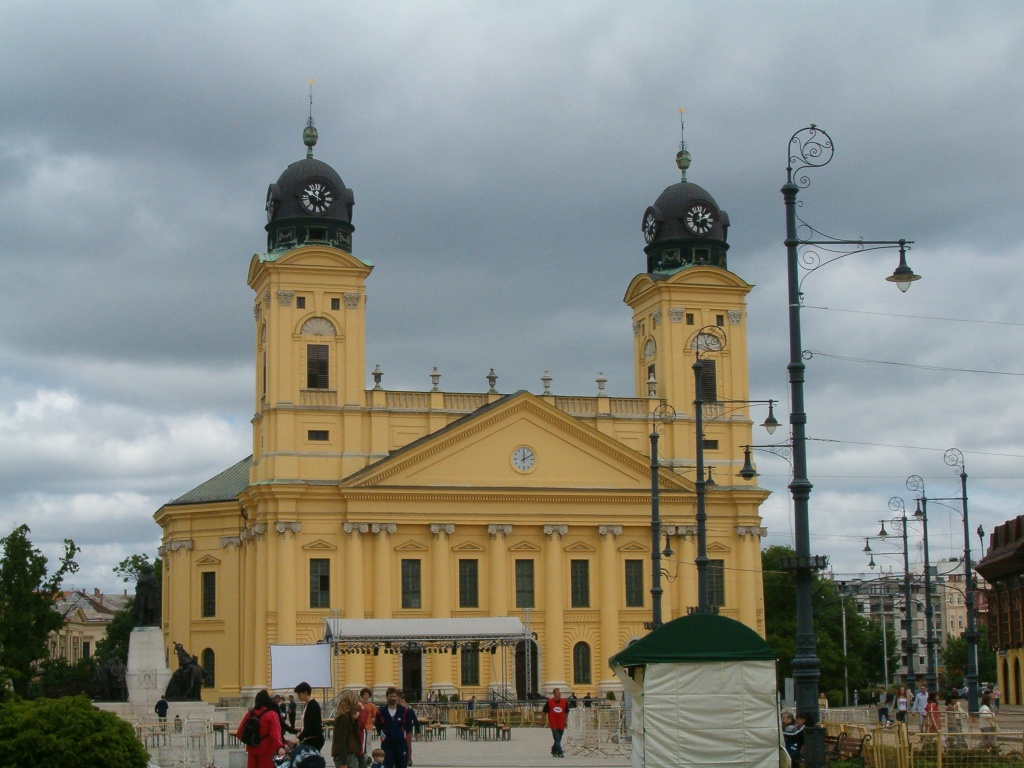
Большая церковь

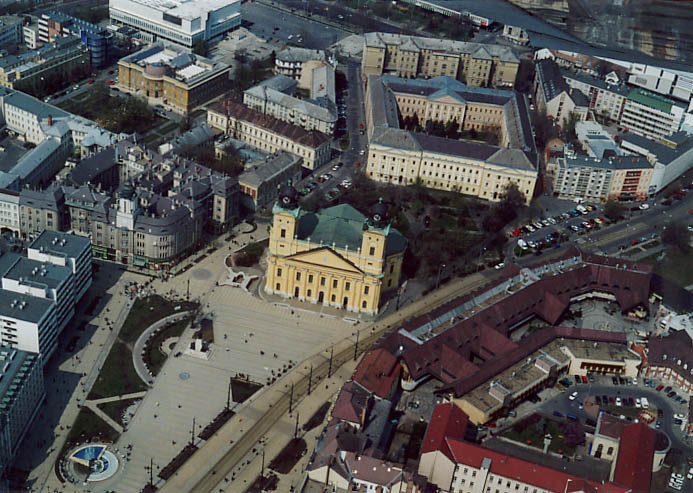
Вид на центр Дебрецена с воздуха

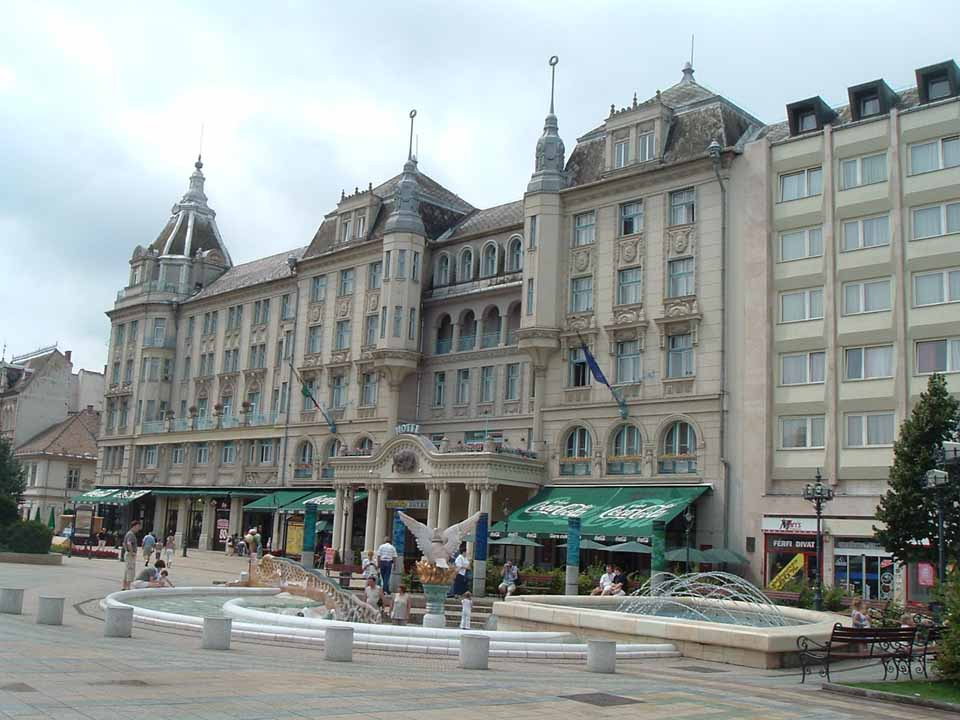
Гостиница «Золотой Бык»

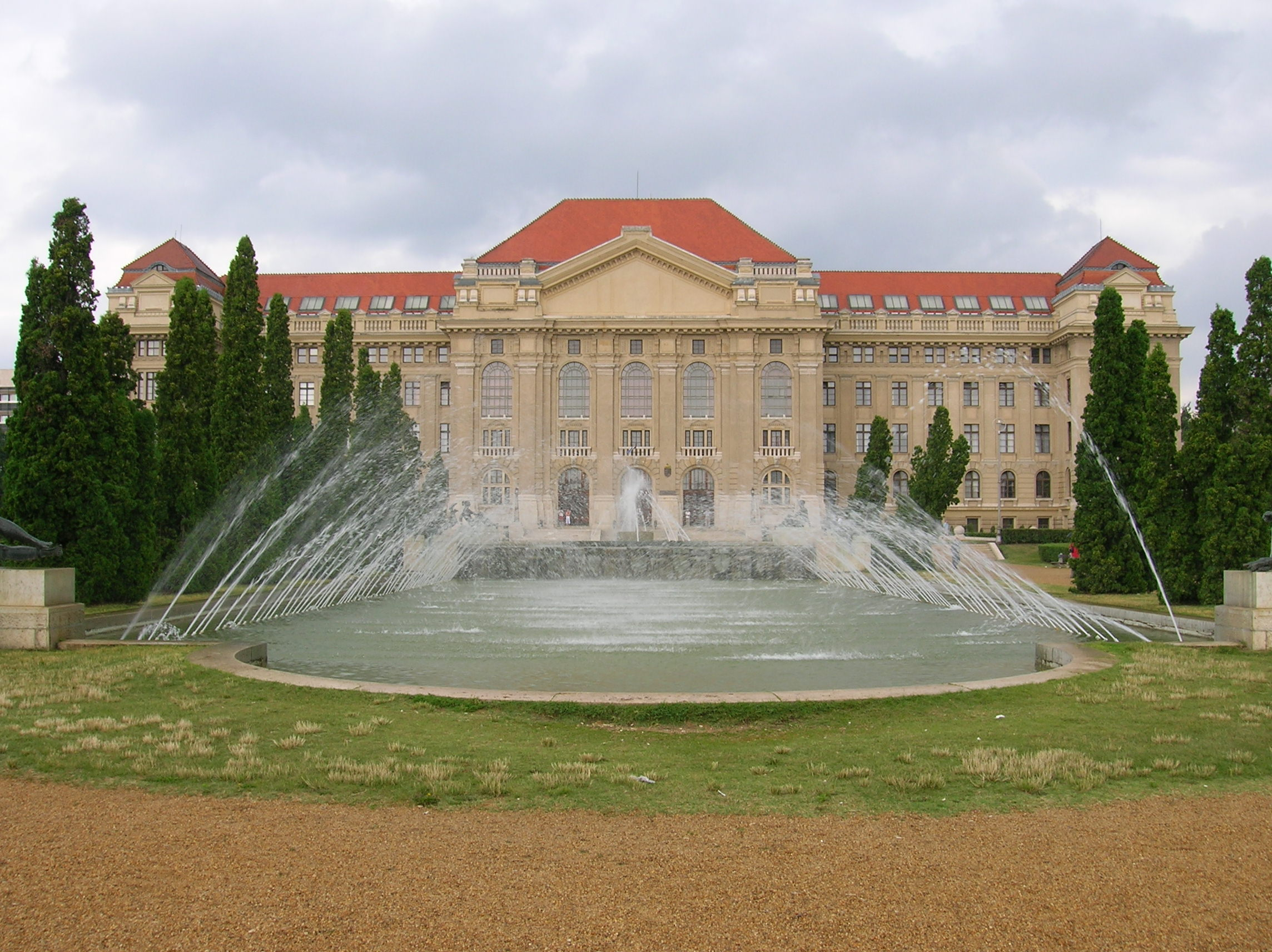
Университет Дебрецена

Де́брецен (венг. Debrecen [ˈdɛbrɛt͡sɛn], прослушатьо файле) — город на востоке Венгрии. Второй по населению город в стране после Будапешта, административный центр медье Хайду-Бихар; численность населения на 1 января 2016 года — 203 059 человек.

## Этимология
Этимология названия города точно не установлена. Касательно её существуют несколько точек зрения.
Согласной первой, название — славянского происхождения, от Добре злием «Хорошая почва». По другой версии, название города происходит от славянского слова доброчин, которое, предположительно, было первым названием города; возможно также происхождение от словосочетаний «добрая цена», «дебрь, дебри» («густой лес, чащоба»).
По мнению венгерских историков, название происходит от тюркского языка (кипчакского языка) Tébrésün ~ Débrésün, что означает «двигаться», «жить», либо мужское имя.
Есть также версия польского происхождения названия города, от Dobrze cenione — «уважаемый». В отечественной историографии именовался Дебрецин, Дебречин — в советский период, начиная с первого издания «Большой Советской энциклопедии» и «Малой Советской энциклопедии».

## География и транспорт
Дебрецен расположен в историческом регионе Альфёльд (Среднедунайская равнина) в 220 километрах к востоку от Будапешта, в 50 километрах к югу от Ньиредьхазы. В 30 километрах к востоку проходит румынская граница. Дебрецен связан несколькими автодорогами с Будапештом (автобан M35 и шоссе E60, через Сольнок), Мишкольцем, румынским городом Орадя. Магистраль Е573 идёт из Дебрецена через Ньиредьхазу в украинский Чоп и далее на Ужгород.
Через город проходит железная дорога Чоп — Дебрецен — Сольнок — Будапешт. Время в пути на поезде от столицы — около 3 часов.
Рядом с Дебреценом расположен международный аэропорт, второй по величине в стране после будапештского. Аэропорт был открыт для коммерческих полётов в 2001 году на базе реконструированного аэродрома бывшей советской военной базы, годом позже из него начали выполняться международные рейсы. Лидером по востребованности в Дебреценском аэропорту является венгерская бюджетная авиакомпания Wizz Air.
Городской транспорт Дебрецена представлен автобусной и троллейбусной сетями и двумя трамвайными линиями, идущими от центрального железнодорожного вокзала до главного здания Дебреценского университета и в направлении аграрного кампуса университета.

## История
Город образовался слиянием нескольких соседних поселений, впервые Дебрецен упомянут в 1235 году.
В 1361 году король Лайош I даровал Дебрецену статус вольного города. В XV—XVI веках Дебрецен стал важным торговым городом, здесь проводилось большое количество ярмарок, главным образом, сельскохозяйственных. С 1450 по 1507 год он находился в собственности семьи Хуньяди.
После вторжения турок в середине XVI века Дебрецен подпал под власть правителей Трансильвании и получил полуавтономный статус, которым пользовался до 1693 года, когда вместе с остальной Венгрией вошёл в состав империи Габсбургов.
В 1673 году в Дебрецен из Габсбургской империи были высланы 40 протестантских пасторов, после чего идеи Реформации широко распространились в городе. Дебрецен получил неофициальное имя «венгерская Женева» и до сих пор остаётся крупнейшим центром венгерского кальвинизма. Римско-католическая церковь смогла вернуться в город лишь в 1715 году, когда был построен монастырь ордена пиаров и собор св. Анны.
В 1849 году Дебрецен оказался в центре Венгерской революции 1848—1849 годов. В апреле 1849 года в Дебреценской Большой церкви открылось заседание Государственного собрания, на котором Лайош Кошут зачитал декларацию о венгерской независимости. На период революции Дебрецен стал фактически столицей страны.
После подавления революции в городе постепенно вновь начался экономический рост. В 1857 году Дебрецен и Будапешт соединила железная дорога. В городе быстро росло число фабрик, банков, школ, больниц и новых зданий. В 1884 году в Дебрецене был пущен первый в Венгрии трамвай на паровой тяге.
После Первой мировой войны к Румынии отошла значительная часть восточных венгерских земель, после чего Дебрецен оказался почти приграничным городом.
Во время Второй мировой войны город сильно пострадал. В октябре 1944 года в его окрестностях проходила Дебреценская операция, после которой 50 % зданий города было полностью разрушено, ещё 20 % понесли ущерб. Восстановление города продолжалось вплоть до 60-х годов XX века. Во второй половине XX века Дебрецен стал третьим по величине городом Венгрии после Будапешта и Мишкольца, а в 90-х годах — вторым после сильного оттока населения из Мишкольца в результате промышленного кризиса. До 1990 года в Дебрецене находился крупный советский гарнизон.

## Климат
| Показатель                    | Янв.  | Фев.  | Март  | Апр. | Май  | Июнь | Июль | Авг. | Сен. | Окт.  | Нояб. | Дек.  | Год   |
| ----------------------------- | ----- | ----- | ----- | ---- | ---- | ---- | ---- | ---- | ---- | ----- | ----- | ----- | ----- |
| Абсолютный максимум, °C       | 16,2  | 20,4  | 25,9  | 30,5 | 33,7 | 39,1 | 41,8 | 40,4 | 36,8 | 31,2  | 25,1  | 18,7  | 41,8  |
| Средний суточный максимум, °C | 0,6   | 4,1   | 10,4  | 16,6 | 21,7 | 24,6 | 26,5 | 26,1 | 22,4 | 16,5  | 8,5   | 2,6   | 15,1  |
| Средняя температура, °C       | −2,6  | 0,2   | 5,1   | 10,7 | 15,8 | 18,7 | 20,3 | 19,6 | 15,8 | 10,3  | 4,5   | −0,2  | 9,9   |
| Средний суточный минимум, °C  | −5,5  | −3    | 0,6   | 5,4  | 10,1 | 13,1 | 14,4 | 13,7 | 10,3 | 5,3   | 1,3   | −2,8  | 5,2   |
| Абсолютный минимум, °C        | −30,9 | −26,2 | −17,8 | −6,5 | −2,8 | 2,1  | 4,5  | 1,7  | −5,6 | −11,5 | −20   | −25,4 | −30,9 |
| Норма осадков, мм             | 37    | 30    | 34    | 42   | 59   | 80   | 65   | 61   | 38   | 31    | 45    | 44    | 566   |
| Источник: World Climate       |       |       |       |      |      |      |      |      |      |       |       |       |       |

## Образование
Дебреценский университет — одно из самых известных учебных заведений страны. Он был основан в 1538 году как Кальвинистский колледж. В 1912 году преобразован в Королевский университет. В 2000 году в его состав включены Сельскохозяйственный университет, Медицинский университет и Университет имени Л. Кошута. Образовавшийся единый Университет Дебрецена включает 11 факультетов и 2 колледжа. Здесь обучаются более 30 000 студентов. Университет также предоставляет обучение на английском языке для множества международных студентов со всего мира.

## Экономика
Основными отраслями города являются фармацевтическая промышленность (TEVA, Gedeon Richter), машиностроение и автомобилестроение (Continental, BMW).

## Спорт

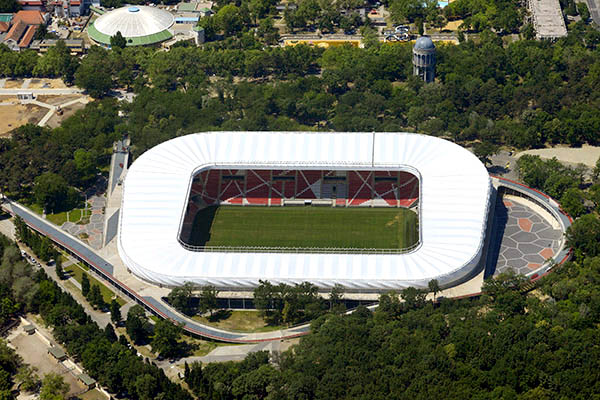
Nagyerdei Stadion.

В городе базируется одна из сильнейших футбольных команд страны — ФК Дебрецен, выигравшая первенства страны в 2005, 2006, 2007, 2009, 2010, 2012 и 2014 годах. 1 мая 2014 в Дебрецене был открыт стадион Нодьэрдё, который вмещает 20 340 человек. Вокруг стадиона проложена беговая дорожка длинной около одного километра, которая включает в себя подъёмы и спуски.
В марте 2016 года в городе прошёл юниорский чемпионат мира по фигурному катанию.
Основным местом для занятия спортом является территория спортивного факультета Дебреценского университета (DEAC), которая оснащена новейшей инфраструктурой, множеством футбольных стадионов разных размеров, беговыми дорожками, открытыми и крытыми теннисными кортами, залами для баскетбола и футзала, тренажерными залами, площадками с тренажерами на открытом воздухе, кафе, парковкой и прочим.

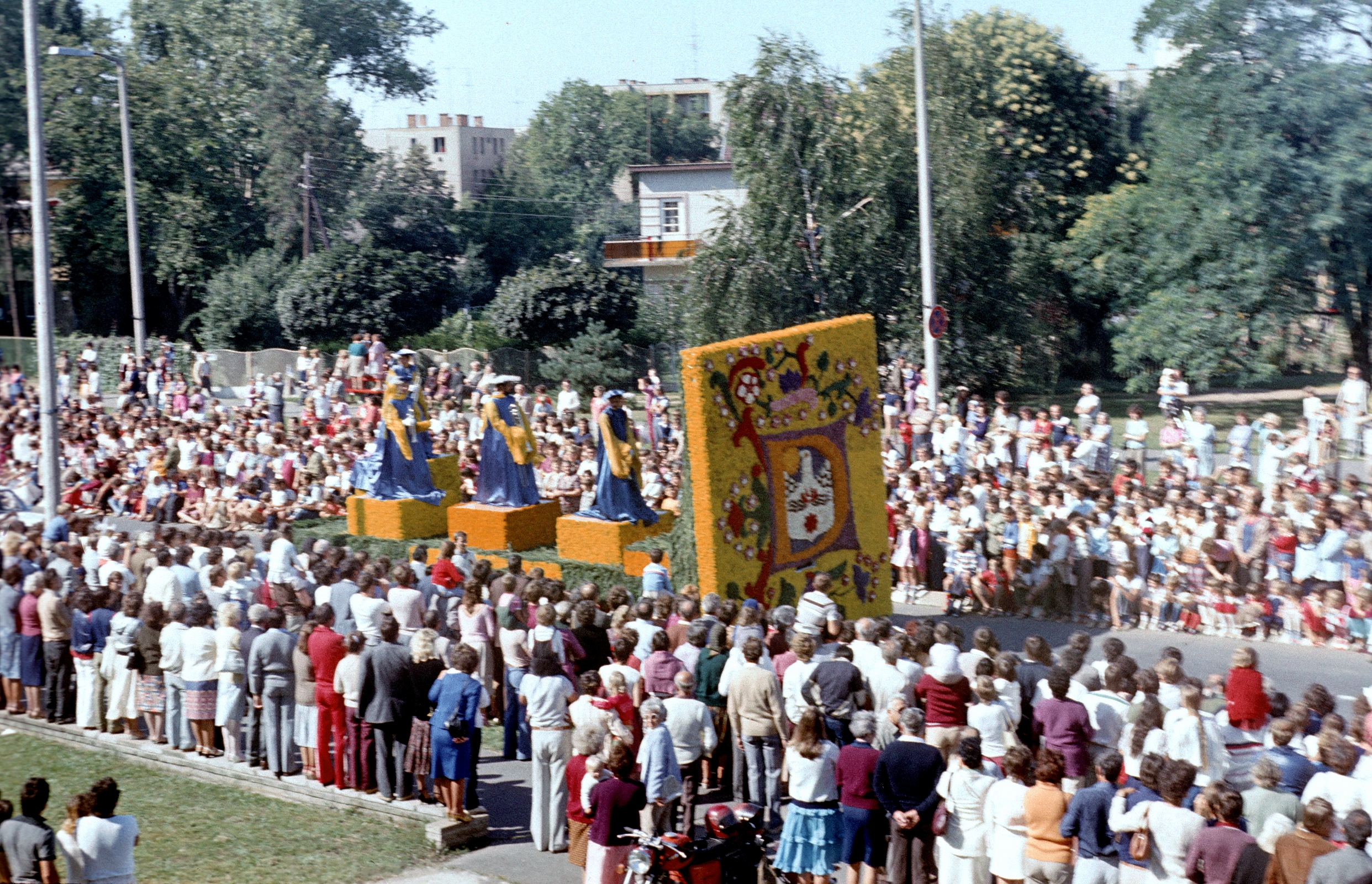
Традиционный городской «Праздник цветов» в августе

Достаточно популярным также является спортивный бассейн Дебрецена (Debreceni Sportuszoda), который оснащен одним 50-метровым бассейном, одним 25-метровым бассейном, одним неглубоким бассейном для детей, двумя саунами, джакузи, чаном с холодной водой, бассейном с водой из термальных источников, а также множеством камер, высокотехнологичными системами хранения личных вещей и множеством спасателей и тренеров, которые все время присутствуют у бассейнов; на территории есть кафе и большая бесплатная парковка. Спортивный бассейн предназначен как для профессиональных состязаний, так и для простых посетителей. Во время соревнований можно присутствовать в качестве зрителя, для этого построен специальный балкон с трибунами, которые вмещают более 500 человек. Комплекс также используется для проведения уроков плавания для учеников младших и старших школ, а также для студентов университета.

## Население
| 1970     | 1985     | 1994     | 2007     | 2013     | 2014     | 2021     | 2022     | 2023     |
| -------- | -------- | -------- | -------- | -------- | -------- | -------- | -------- | -------- |
| 155 000  | ↗210 000 | ↗218 000 | ↘203 900 | ↗204 333 | ↘203 914 | ↘200 974 | ↘199 858 | ↗201 582 |
| 2024     |          |          |          |          |          |          |          |          |
| ↗201 704 |          |          |          |          |          |          |          |          |

Население города не растёт с 1990-х и составляет около 203 000 человек на 2014 год. 94 % жителей являются венграми, есть также цыгане, немцы и румыны. Благодаря Дебреценскому университету город разбавлен множеством молодых студентов разных культур и национальностей, их насчитывается в Дебрецене до 10 000. В городе находится лагерь для беженцев, которые далее переправляются в Западную Европу. Национальности этих беженцев — в основном иракцы, афганцы, нигерийцы, албанцы-косовары.

## Достопримечательности

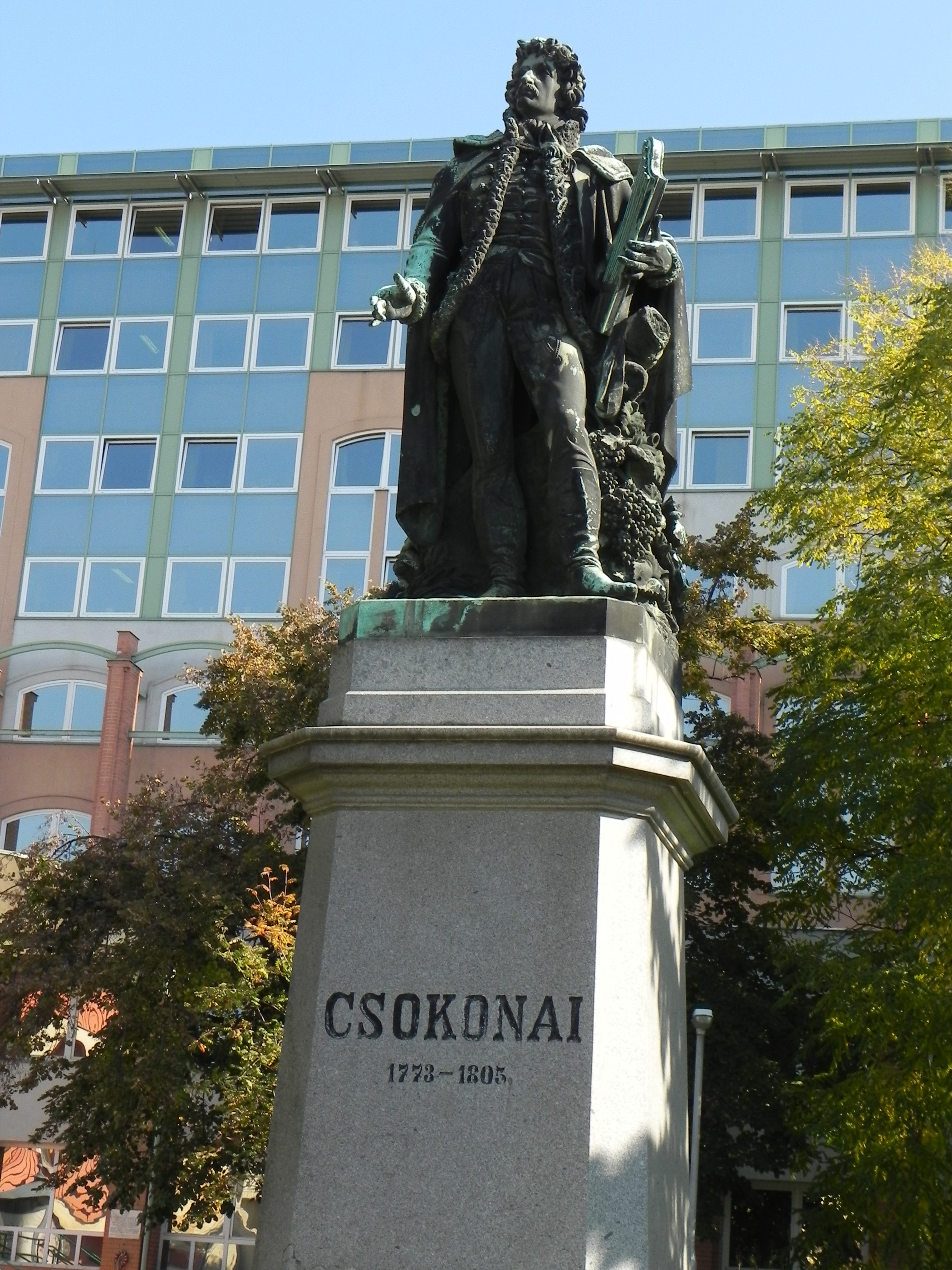
Памятник Чоконаи Витезу в Дебрецене;
скульптор Миклош Ижо

- Большая церковь. Кальвинистский собор, построен в стиле неоклассицизм в 1821 году. Крупнейший протестантский храм страны.
- Кафедральный собор Святой Анны[англ.]. Католический собор, возведённый орденом пиаров в 1715 году.
- Реформатский колледж. Ныне в здании музей истории протестантизма в Венгрии, а также крупнейшая библиотека исторической и религиозной литературы.
- Греко-католическая церковь. Сооружена в 1910 году в византийском стиле.
- Термальный парк Надьёрдё. Большой водный комплекс с термальными ваннами и бассейнами.
- Здание гостиницы Золотой Бык. Старейшая гостиница Венгрии.
- Главное здание Дебреценского Университета.
- Музей Дери. Экспозиция музея посвящена этнографии и национальному искусству.

В 40 километрах от Дебрецена находится национальный парк «Хортобадь», включённый в список мирового наследия ЮНЕСКО.

## Города-побратимы
- Брно, Чехия (2017)[21][22][…]
- Валя-луй-Михай, Румыния
- Йювяскюля, Финляндия (1970)[23][24][…]
- Каттолика, Италия (28 июня 1998)[25][26][…]
- Клайпеда, Литва (1989)[27][28]
- Лимерик, Ирландия (2007)[29]
- Люблин, Польша (2 июня 1995)[30][31][…]
- Нью-Брансуик, США (18 мая 1990)[32][33]
- Орадя, Румыния (1992)[34][35]
- Падерборн, Германия (1994)[36][37]
- Патры, Греция[38][39]
- Ришон-ле-Цион, Израиль (23 мая 2003)[40]
- Санкт-Петербург, Россия (2003)[41][42]
- СВАО, Россия (19 сентября 2018)[43][44]
- Сетубал, Португалия (1 ноября 2000)[45][46]
- Сыктывкар, Россия (1992)[47][48][…]
- Тайдун, Тайвань (19 августа 1995)[49][50]
- Толука-де-Лердо, Мексика (20 августа 2015)[51][52][…]
- Тунляо, Китай (14 апреля 2008)[53][54]
- Харьков, Украина (25 ноября 2016)[55][56][…]
- Шумен, Болгария[57][58]